# Armida (actriz)

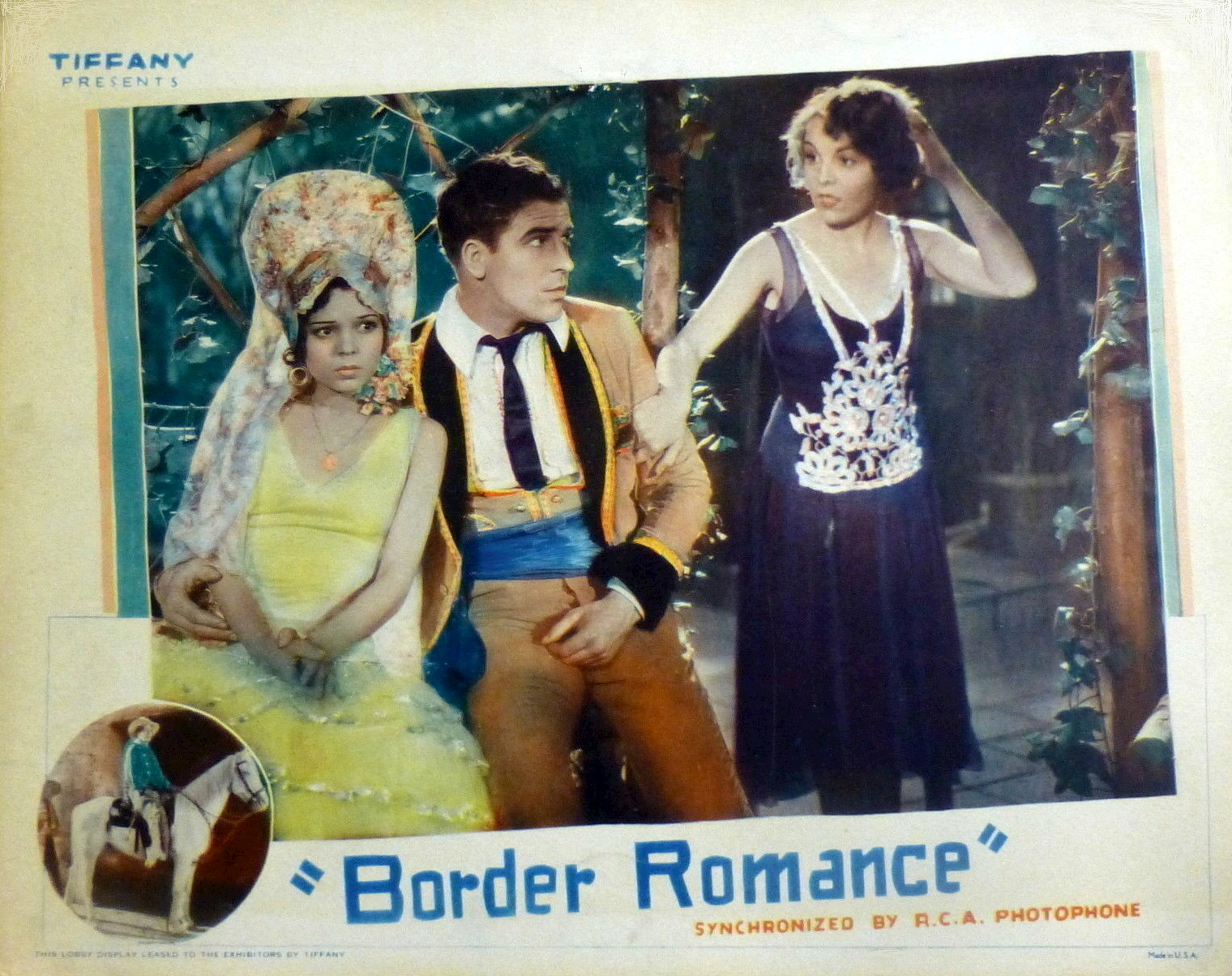
Armida (izquierda), con Don Terry y Marjorie Kane en su debut cinematográfico de 1929, Border Romance

Armida, nacida Armida Vendrell, (29 de mayo de 1911-23 de octubre de 1989) fue una actriz, cantante, bailarina y vodevilista mexicana nacida en Aguascalientes, México.[cita requerida]

## Primeros años
Armida procedía de una familia de artistas; su madre era Maria Camalich y su padre, Joaquin Vendrell, un conocido mago llamado "The Great Arnold" que emigró a México desde Barcelona, España. Además, tenía dos hermanas artistas: Lydia Vendrell y Lola Vendrell. A los diecinueve años ya tenía un contrato de larga duración en la pantalla. Compró una casa donde vivió con su familia. Aspiraba a enviar a sus hermanas pequeñas a la universidad.
Vendrell sólo medía 1,52 m con tacones altos y cinco centímetros menos sin ellos. De niña sólo hablaba español.

## vodevil en California
Armida empezó a actuar muy joven, cuando su familia se trasladó de México a Estados Unidos y su padre abrió el primer cine en Douglas, Arizona. Ella y sus hermanas cantaban y bailaban durante los intermedios y su padre actuaba como ilusionista.
Armida fue descubierta en el antiguo teatro Hidalgo de la Plaza de Los Ángeles. Armida actuaba en un pequeño vodevil de fabricación casera, junto con su hermana Delores. Un cazatalentos de un circuito de vodevil costero se encontraba entre el público y le ofreció la oportunidad de actuar cuatro veces al día, lo que se conoce como "cuatro al día". Armida pasó de los teatros del Plaza a varias producciones de Broadway tras ser descubierta por Gus Edwards, actor de teatro y cine, compositor e instructor de baile. Durante su estancia en Nueva York llegó a participar en veinticuatro números de vodevil al día. Edwards se la llevó consigo a Hollywood y empezó a presentarla en novedades de colortone. Gus dijo una vez de Armida que poseía "el temperamento emocional de una actriz capaz de superar los papeles histriónicos más difíciles".

## Carrera cinematográfica
Armida progresó en los cortometrajes y fue contratada por United Artists. Su primera película destacada la protagonizó junto al actor John Barrymore. A los dieciocho años, Warner Brothers le ofreció un contrato de cinco años.
Armida actuó en películas como Border Romance (1929), The Show of Shows (1929), General Crack (1930), Under a Texas Moon (1930), The Marines Are Coming (1934), Under the Pampas Moon (1935), Patio Serenade (1938), Machine Gun Mama (1944), Bad Men of the Border (1945), Congo Bill (1948) y The Gay Amigo (1949). Su último papel fue en Rhythm Inn (1951), en la que interpretaba a una bailarina especializada. También apareció con Gene Autry en el wéstern Rootin' Tootin' Rhythm (1937). Uno de sus pocos papeles protagonistas fue en The Girl from Monterrey (1943). También actuó en Broadway en Nina Rosa (1930–31).

## Filmografía
| - Rhythm Inn (1951) .....bailarina especializada - The Gay Amigo (1949) ..... Rosita - Congo Bill (1948) ..... Zalea - Jungle Goddess (1948) ..... Wanama - Cuban Madness (1946) ..... Armida - Bad Men of the Border (1945) ..... Dolores Mendoza - South of the Rio Grande (1945) ..... Pepita - Machine Gun Mama (1944) ..... Nita - Here Comes Kelly (1943) - Melody Parade (1943) ..... Armida - The Girl from Monterrey (1943) ..... Lita Valdez - Always in My Heart (1942) ..... Lolita - Fiesta (1941) ..... Cuca - South of Tahiti (1941) ..... Putara - Out Where the Stars Begin (1941) (cortometraje) .... Ella misma | - La Conga Nights (1940) - Patio Serenade (1938) - Rootin' Tootin' Rhythm (1937) - Border Cafe (1937) como Dominga - Under the Pampas Moon (1935) - The Marines Are Coming (1934) - The Peanut Vendor (1933) - General Crack (1930) - Under a Texas Moon (1930) - On the Border (1930) como Pepita - Wings of Adventure (1930) - The Show of Shows (1929) - Border Romance (1929) - Smiling Billy (1927) |

## Muerte
Armida Vendrell murió en Victorville, California, el 23 de octubre de 1989, debido a un ataque al corazón.

## Lectura adicional
- Bedford, Pensilvania Gazette, Theatre Activities, 23 de mayo de 1930, Página 10.
- Charleston, West Virginia Gazette, Cinderella Story, domingo, 22 de septiembre de 1929, Página 7.
- Los Angeles Times, Armida Is Gay, Young Discovery, 21 de octubre de 1928, Página B13.
- Los Angeles Times, Wave Of Popularity Sweeping Mexican Stars To Top Goes Marching On, 27 de enero de 1929, Página C11
- Dye, David. Child and Youth Actors: Filmography of Their Entire Careers, 1914-1985. Jefferson, NC: McFarland & Co., 1988, p. 7.